# Burg Peppenhoven

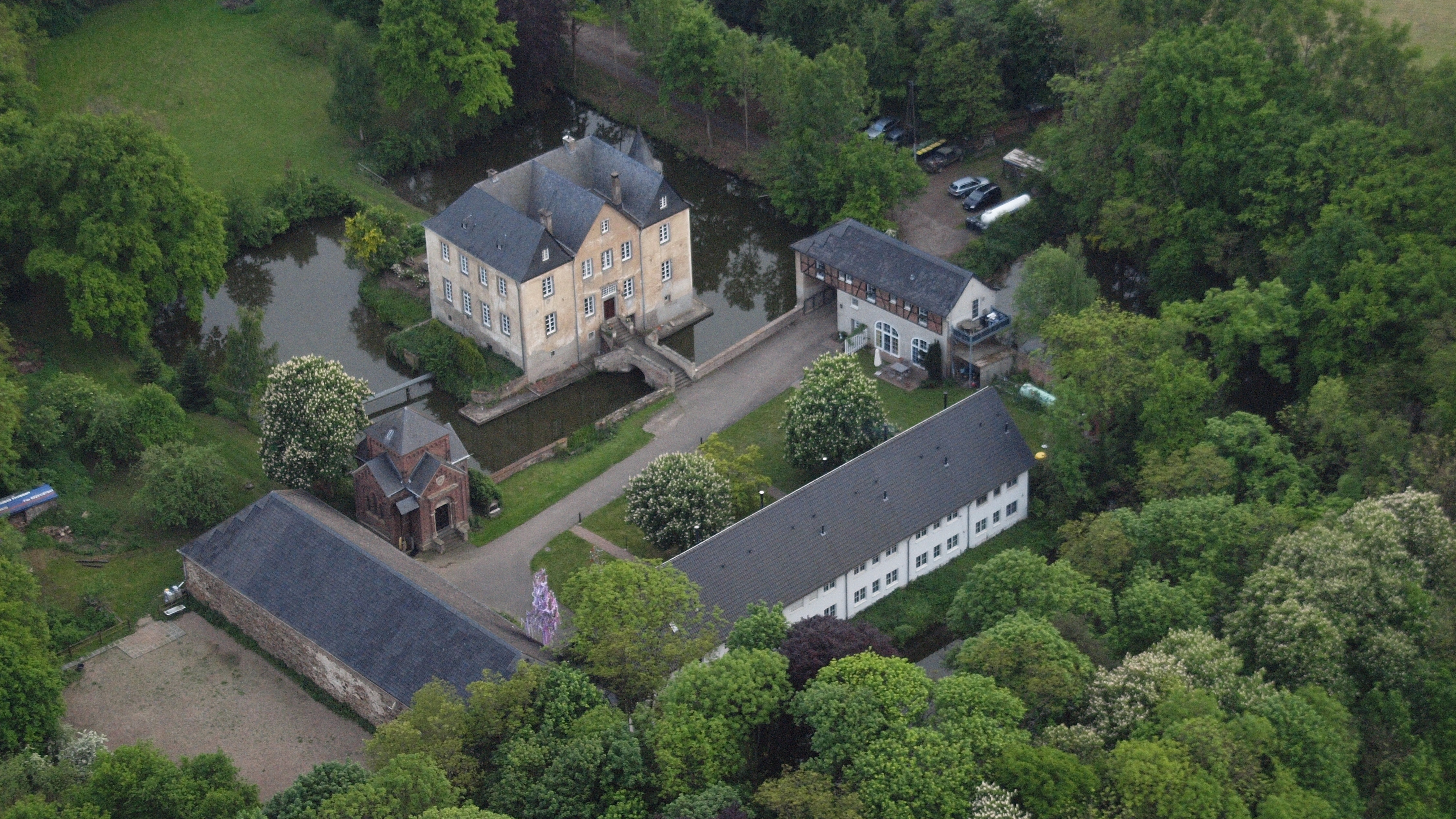
Luftaufnahme (2014)

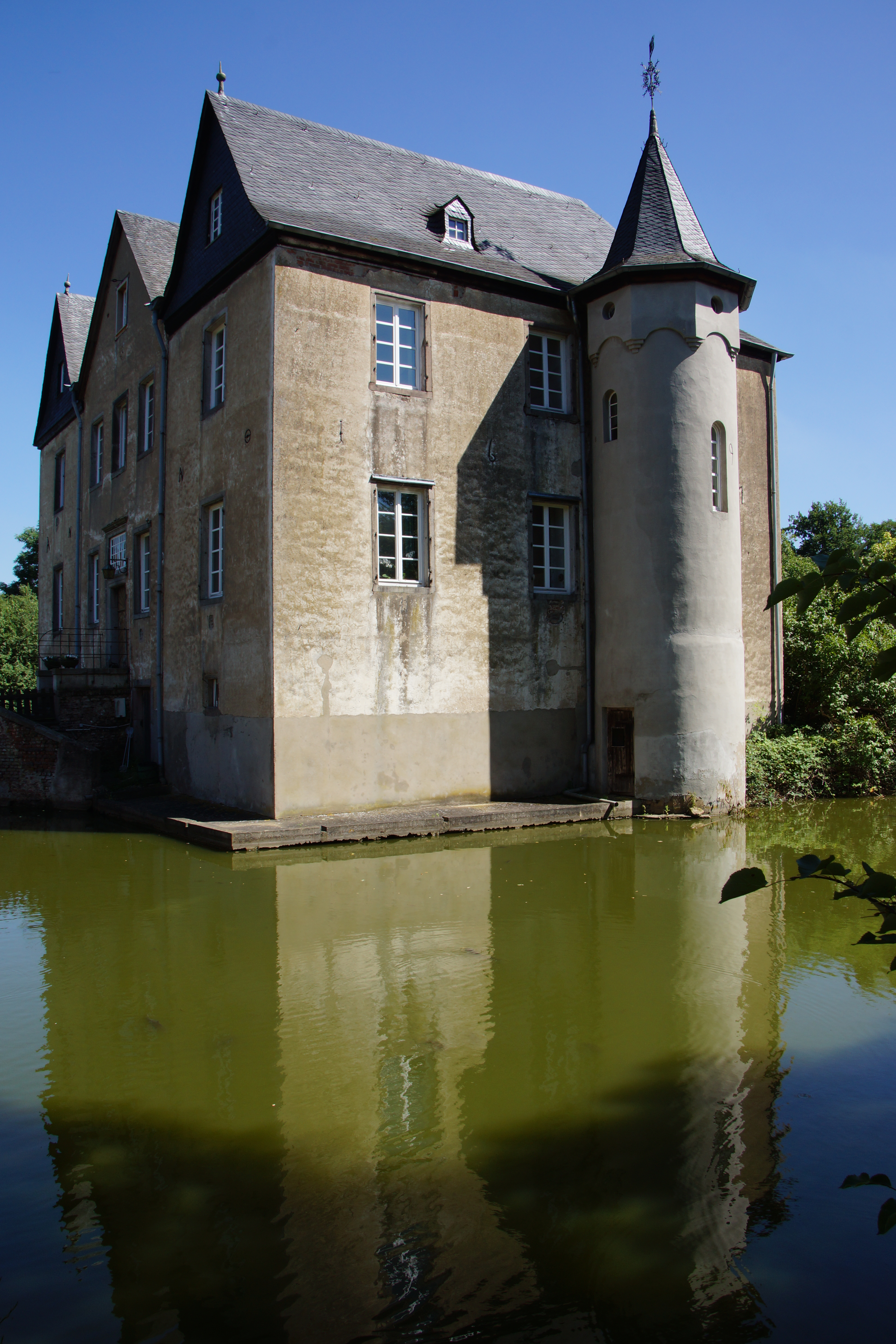
Burg Peppenhoven

Die Burg Peppenhoven, auch Pippins Hof genannt, ist eine ehemalige Wasserburg und heutiges Herrenhaus auf dem Wohnplatz Peppenhoven der Stadt Rheinbach zwischen Swisttal und Morenhoven im Rhein-Sieg-Kreis in Nordrhein-Westfalen. Die Wasserburg ist eines der ältesten Bauwerke in der Voreifel. Die Burg befindet sich in Privatbesitz und ist daher nicht öffentlich zu besichtigen.

## Geschichte
Die Burganlage gehörte ehemals zu den Hausgütern des Frankenkönigs Pippin und wurde von ihm der Abtei Prüm übereignet.
Die Burggeschichte zählt viele Besitzer auf, so war im 14. Jahrhundert der Graf Wilhelm von Neuenahr Lehnsherr, 1569 wurde Johann Kessel von Nürburg von Herzog Wilhelm von Jülich mit dem Besitz belehnt und 1627 kam die Familie derer von Schall von Bell zu Schwadorf durch Heirat in den Besitz. (Johann Heinrich Schall von Bell war mit Agnes Kessel von Nürburg vermählt)
Der Schwiegersohn (des Johann Heinrich Schall von Bell) Johann Wilhelm Freiherr von Randerath zu Pesch und Schaven, der mit dessen Tochter Catharina Schall von Bell, der Erbin zu Peppenhoven vermählt war, wurde am 16. Juli 1655 mit Haus Peppenhoven belehnt.
Im Jahre 1672 ging Peppenhoven als Mitgift (Heiratsgut) an Nicolaus von Werll über, der mit der Tochter Anna Catharina, des Freiherrn Johann Wilhelm von Randerath, vermählt war.
Am 9. Juli 1696 empfängt sein Sohn Johann Franz von Werll das Lehen Peppenhoven. 1697 ließen die Grafen von Werl das Haupthaus neu erbauen. Am 18. Mai 1701 wird Franz Theodor Adolph von Werll, der Sohn des Johann Franz mit Peppehoven belehnt. Nach Absterben des Vasallen ist das Lehn im Jahre 1703 heimgefallen (aufgrund fehlender Erben an das Herzogtum zurückgefallen). Die hinterlassene Witwe Anna Sophia von Bünninghausen erhebt Widerspruch, da ihre Mitgift (Heiratspfennig) zur Verbesserung des Lehns verwendet worden sei.
1717 war der Friese Peter Ludwig Freiherr von Albada belehnt (am 2. März 1725) und 1744 Johann Anton Freiherr von Martial. 1811 wird die Familie von Vorst zu Lombeck als Besitzer genannt und 1826 bereits die Vorfahren des heutigen Besitzers und Bewohners Freiherr Maximilian von Boeselager.

## Beschreibung
Das heute erhaltene fünfachsige zweigeschossige Herrenhaus aus Backstein wurde 1697 auf einer Weiherinsel errichtet. An der Westseite befindet sich ein Tor aus der Zeit um 1700. Die kleine freistehende Hofkapelle aus Backstein wurde 1880 errichtet. Die heute durch moderne Wohnbauten ersetzten Wirtschaftsgebäude stammten aus dem 18. Jahrhundert. 1984 wurden die Gebäude unter Denkmalschutz gestellt.

## Persönlichkeiten
- Max von Boeselager (1830–1896), Rittergutsbesitzer und Politiker, hier geboren